# Könyvesbolt Erdélyben
Könyvesbolt(ok) Erdélyben (1918–1945).
A romániai magyarság demográfiai szétszórtsága és irodalmi életének többközpontúsága következtében jelentős szerephez jutottak azok a könyvkereskedések, melyek a könyvterjesztés mellett akár kölcsönkönyvtár létesítésével, akár könyvkiadás útján is kiszélesítették működésüket, s így üzleti vállalkozásaik során az irodalompártolás helyi őrhelyeivé váltak.
Ezek egyike volt a kolozsvári Lepage könyvkereskedés, amely számos kiadványt is megjelentetett. Marosvásárhelyen Révész Béla könyvkereskedése nyomdát is működtetett, s ez Morvay Zoltán vezetése alatt Erdélyi Könyvbarátok Társasága címen szervezetet hozott létre 1925-ben népszerű kiadványainak terjesztésére. Kiadta Schmidt Béla Az orvos (Marosvásárhely, 1926) c. ismeretterjesztő munkáját, kiállítások és koncertek rendezésével is a város egyik kulturális gócpontja lett. Ugyanott egy másik könyvkereskedő, Petri Károly jelentette meg Kiss Pál Marosvásárhely története (1942) c. munkáját.
Temesvárt a Morawetz Testvérek könyvesboltja és zeneműkereskedése a zeneirodalom klasszikusai s román zeneszerzők művei mellett kibocsátotta több romániai magyar zeneszerző alkotását.
Nagyváradon a Vidor-cég Fő utcai könyvesboltja a Jurnal-Import vállalat révén magyar könyvek behozatalával foglalkozva a csehszlovákiai Prager Verlag kiadványait is terjesztette, s az 1945-ben létrejött Új Élet könyvesbolt ezekből utánnyomásokat adott ki. Brassóban Elekes Endre Kapu utcai könyvesboltja bővült hírlapirodává s vállalkozott színházi és reklámkiadványok mellett az Így néztek ki (Brassó 1926) c. humoros almanach szerkesztésére és forgalombahozatalára Reschner Gyula erdélyi személyiségekről készült 250 karikatúrájával. Az Elekes-cég anyagi támogatást nyújtott a Hasznos Könyvtár s a Kacsó Sándor szerkesztette Anyanyelvünk (Brassó 1934) megjelentetéséhez.